# Anna-Lena Bergelin
Anna-Lena Terese Brundin Bergelin, född 12 april 1959 i Lund i dåvarande Malmöhus län, är en svensk författare, komiker, sångerska och skådespelare.

## Biografi
Anna-Lena Bergelins far var knalle och hennes mor arbetade på ett tvätteri i Lund. Hon gick samhällsvetenskaplig linje på gymnasiet och har därefter gått mim- och sångutbildning.
1978 träffade hon skådespelerskan Lill-Marit Bugge, som uppmanade henne att börja skriva pjäser. Året därpå hade Bergelins första pjäs, pantomimföreställningen Matilda på prov, premiär på Lilla Teatern i Lund. 1980 sattes hennes pantomimföretställning Kär Lek upp på Dramatens Paviljong i Stockholm. Tillsammans med Bugge startade Bergelin en teater och skrev en föreställning, som de snart flyttade till Berlin, där de blev upptäckta 1985 av Sveriges Television. Bergelin och Bugge ledde 1987 TV-programmet Daily Live, med bland annat sketcherna Nancy och Carina och Marja och Agneta. Programmet blev en stor succé och gjorde paret rikskända.
I oktober 1988 gjorde hon debut som ståuppkomiker, men lyckades inte. År 1990 försökte hon igen och fick bättre gensvar. Hon medverkade som en av komikerna i boken Stå upp! 1992.
Bergelins karriär fortsatte med flera TV-program, exempelvis Barbarella live (1992), The Gerry Persson Show och Brundins blandning. Hon skådespelar regelbundet sedan omkring 1994 och har bland annat medverkat i Mysteriet på Greveholm.
1993 gjorde hon sin första skiva, "inspelad i min kompis Karins föräldrars vardagsrum", med egenöversatta Edith Piaf-sånger. Den följdes av två andra med olika stilar och teman. 1995 skrev hon romanen Nej tack, jag åt nyss! om ätstörningar, något som hon själv lidit av tidigare. Boken har sedan följts av nio till. 2000 ledde hon ett radioprogram, countryprogrammet En häst i natten.
1997 utnämndes hon till Hedersledamot för Boelspexarna, Lunds enda spex med enbart kvinnor på scen, för sina gärningar som kvinnlig komiker.
2003 började hon uppträda med komiker- och musikgruppen En liten jävla kvinnorörelse tillsammans med Ann Westin, Zeid Andersson och Yvonne Skattberg. Gruppen har haft ett par scenföreställningar, men är sedan 2008 vilande.
2010 firade Bugge och Bergelin 30 år tillsammans, bland annat genom en föreställning: Cool - återkomsten. en DVD: The best of Daily Live och en bok: Marja och Agneta - the true story of love.
År 1988 gifte sig Bergelin med journalisten Olof Brundin och tog då hans efternamn. De fick två barn tillsammans. 2012 skildes de. Sedan omkring 2013 är hon sambo med komikern Jan Sigurd som hon även har föreställningar tillsammans med.

## Diskografi
- 1993 – Du är mitt begär, Edith Piaf-tolkningar
- 1995 – Gäckande och fåfäng, tangotolkningar
- 1998 – Se ut som du gör, countrytolkningar

## Filmografi
- 1988 – Charles Nonsens
- 1990 – Smash (TV-serie)
- 1994 – Sixten
- 1995 – Radioskugga (TV-serie)
- 1996 – Mysteriet på Greveholm (TV-serie)
- 1999 – Freddie Wadling – en släkting till älvorna
- 2004 – Creepschool (TV-serie)
- 2012 – Mysteriet på Greveholm – Grevens återkomst (TV-serie)
- 2014 – Leif uppfinner AB
- 2015 – En man som heter Ove
- 2019 – Brorsor 4ever (TV-serie)